# Wohls gård
Wohls gård är en herrgård i Kyrkslätt i det finländska landskapet Nyland. Gården ligger i byn Vols vid västra stranden av sjön Humaljärvi. Wohls gård har bildats på 1600-talet.
Nuförtiden används gården som en fest- och konferenslokal.

## Historia
Wohls gård bildades i början av 1600-talet och gården ingick i den så kallade Överbydonationen som förlänades området till Ludvig Hintelman i Riga år 1624. En stor del av Överbygodsen köptes av överjägmästaren Erik Bure omkring 1670. Bure bildade ett godskomplex med Wohls som huvudgård.
Wohls gårds nuvarande huvudbyggnad i gustaviansk stil härstammar från regementsskrivare Christian Borgströms tid. Borgström ägde gården mellan 1790-1824. Efter regementsskrivare Borgström ägdes gården av hans dotter Anna Charlotta och hennes man assessor Johan Logren. År 1892 köpte Kyrkslätts kommun Wohls gård av Logrens arvingar och använde gården som kommunalhem.
Wohls gård fungerade som kommunalhem ända till 1929 då verksamheten flyttades till den nya byggnaden stod färdig på andra sidan Volsvägen. Under Finska inbrödeskriget inrättades ett krigssjukhus i den gamla huvudbyggnaden på Wohls. Sjukhuset förestods av Teddy Biaudet, sedermera kommunalläkare i Kyrkslätt.
Efter andra världskriget undervisades närområdets barn på gården. Skolan flyttade till nya utrymmen och gården arrenderades ut men från år 1977 stod Wohls huvudbyggnad tom och övergiven cirka 30 år.
År 2008 köpte Sparbankssitftelsen i Kyrkslätt Wohls gård. Stiftelse grundade Wohls Gård Ab för att sköta renoveringen och den kommande verksamheten på gården.
Huvudbyggnaden och stenmagasinet renoverades grundligt mellan år 2011 och 2013. Gårdens mark har därefter inventerats och iståndsatts. I november 2020 öppnades fest- och konferensutrymmet Wohls Stall i den gamla stenladugården som hade totalrenoverats.

## Arkitektur

### Huvudbyggnad
Wohls gårds huvudbyggnad i två våningar har byggts om och till i olika repriser. Byggnaden har uppförts cirka 1800. Efter att ha stått oanvänd i 36 år togs byggnaden efter en totalrenovering i bruk på nytt innan julen 2012. Byggnaden har återfått sin tidstypiska rumsdisposition men har kompletterats med ett modernt restaurangkök samt toaletter i båda våningarna. Huvudbyggnaden representerar gustaviansk stil. För att kunna förse byggnaden med nödvändig fastighetsteknik byggdes på den gamla bagarstugans plats en ny servicebyggnad som inrymmer ventilations-, värme-, el- och sprinklersystem för hela huvudbyggnaden.

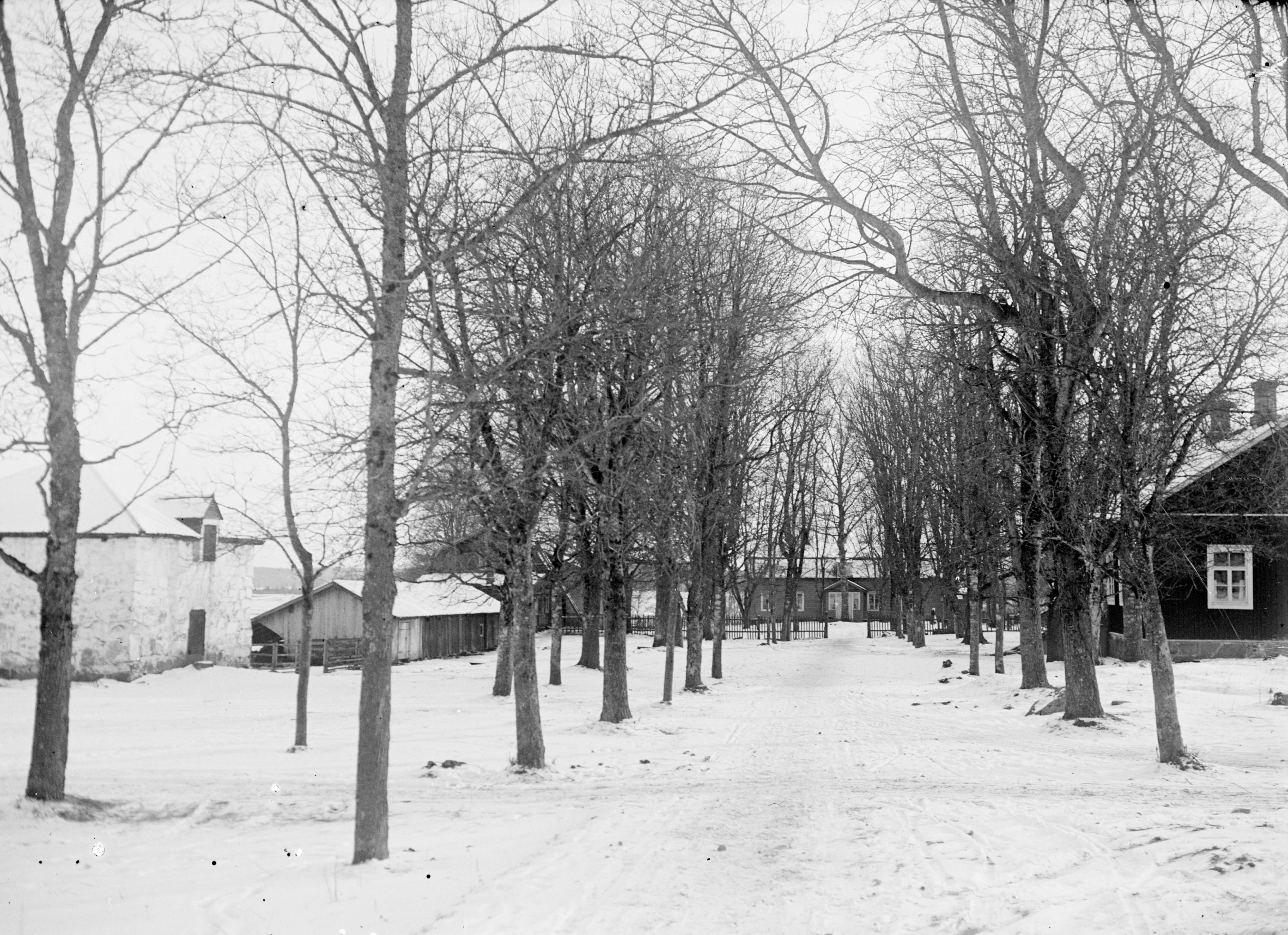
Trädallé ledande till Wohls gård i början av 1900-talet.

Med ingång från huvudbyggnadens östra gavel, under den halvcirkelformade estraden i lärkträ finns en gammal stenkällare som består av två åtskilda kammare med stenvalv. Man antar att gråstenskällaren har byggts samtidigt med en tidigare byggnad som använde samma stengrund. Den andra källaren är murad med rödtegel och lera som hänvisar till att den är uppförd tillsammans med den nuvarande huvudbyggnaden.

### Stenmagasinet
Ursprungligen har stenmagasinet varit ett sädesmagasin. Ytterskalet av granit har på insidan beklätts med rödtegel upp till cirka 3 meter och resten av rundstock. Golven nere var tidigare av plankor men ersattes vid renoveringen 2014 med det tegelgolv som antagligen varit det ursprungliga. Också i samband med renoveringen installerades belysning och golvvärme i byggnaden. Samtidigt täcktes sprickor i tegelväggarna och trappor och räcken reparerades.

### Stenladugården
Den gamla stenladugården är murad av gråsten på 1930-talet. Ladugårdens nedre våning har varit utrustad för mjölkproduktion med kallrum för mjölen och med isstack bakom vagnslidret. Gödseltransporten sköttes med en hängbana mellan ladugården och den intilliggande Gödselstaden. Mjölkproduktionen upphörde på gården i mitten av 1970-talet och därefter har byggnaden fungerat som lager och reparationsverkstad för skolmöbler. 

### Bostadsbyggnaden
Bostadsbyggnaden som också kallas gumhuset eller gumbo har uppförts i början av 1900-talet när Kyrkslätts kommun ägde Wohls gård. Byggnaden ersätta det tidigare huset som fanns på samma sida men närmare huvudbyggnaden. Gumhuset användes som bostad för kvinnliga patienter på den kommunala vårdanstalten. Efter Volshemmet ersatte kommunalhemman på Wohls gård år 1928 användes huset som arbetarbostäder och som kommunala hyresbostäder efter 1970-talet.

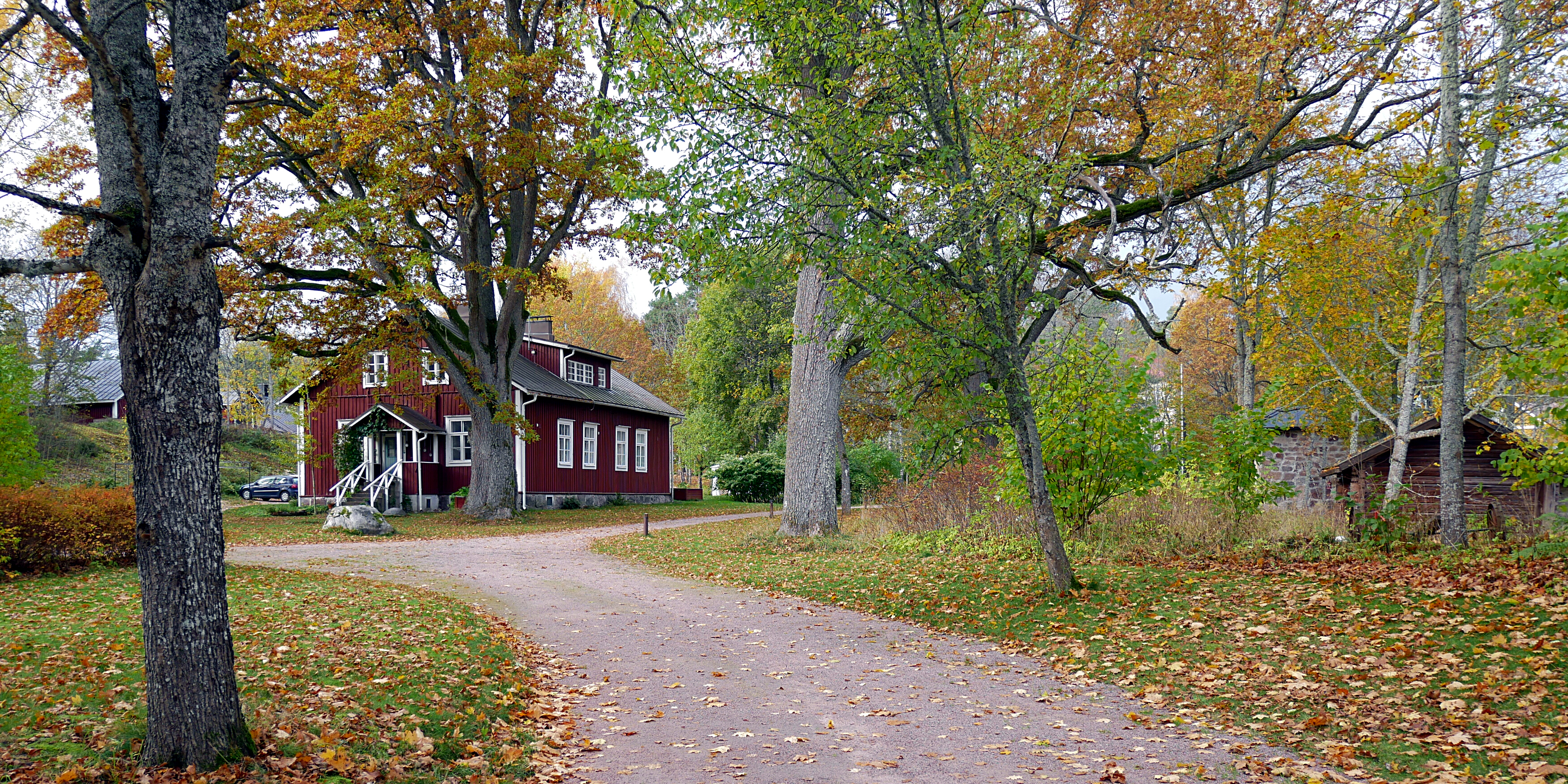
Gumhuset

### Övriga byggnader
På gårdens mark ligger också ett vagnslider, gödselstaden som användes som ett kallt förrådsutrymme och smedjan.